# Stadlbauergraben
Der Stadlbauergraben ist ein rund 0,3 Kilometer langer, rechter Nebenfluss der Kainach in der Steiermark.

## Verlauf
Der Stadlbauergraben entsteht im östlichen Teil der Gemeinde Kainach bei Voitsberg, im nordöstlichen Teil der Katastralgemeinde Kainach, nördlich des Wirtshauses Blütl und des Schlatzergrabens. Er fließt in einem flachen Rechtsbogen insgesamt nach Osten. Im Nordosten der Katastralgemeinde Kainach mündet er etwa 100 Meter westlich der L341 in einen Seitenarm der Kainach, der danach geradeaus weiterfließt. Auf seinem Lauf nimmt der Stadlbauergraben keine anderen Wasserläufe auf.